# История административно-территориального деления Московской губернии
Московская губерния была образована в 1708 году. Её преемницей как административно-территориальной единицы  с 1929 года стала Московская область.

## Московская губерния (1708—1781)

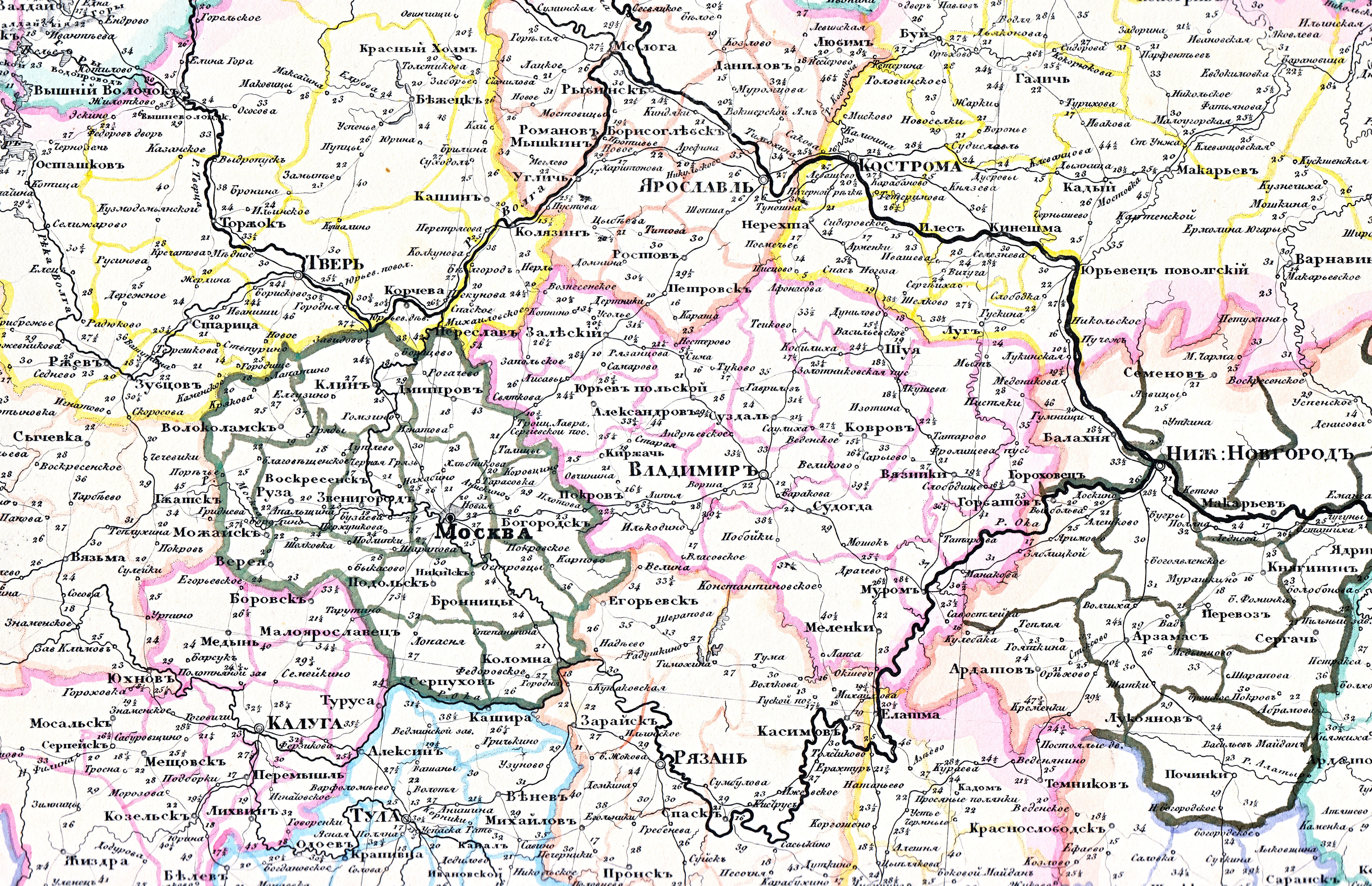
На карте России 1833 г.

- 18 декабря 1708 года. Образована Московская губерния.
- 1712. Столица перенесена в Санкт-Петербург, Москва — центр Московской губернии — утрачивает столичный статус.
- 1712. Губерния разделена на несколько обер-комендантских провинций, в том числе Серпуховскую, Звенигородскую, Каширскую, Владимирскую, Калужскую, Костромскую, Ростовскую.
- 1715. Обер-комендантские провинции переименованы в ландратские доли.
- 1719. Губерния разделена на 9 провинций: Московская, Переславль-Рязанская, Костромская, Суздальская, Юрьев-Польская, Владимирская, Переславль-Залесская, Тульская, Калужская.
 В Московскую провинцию входило 16 городов с дистриктами: Москва, Дмитров, Клин, Руза, Волоколамск, Можайск, Царёв-Борисов, Малоярославец, Серпухов, Таруса, Оболенск, Кашира, Коломна, Звенигород, Верея, Боровск.

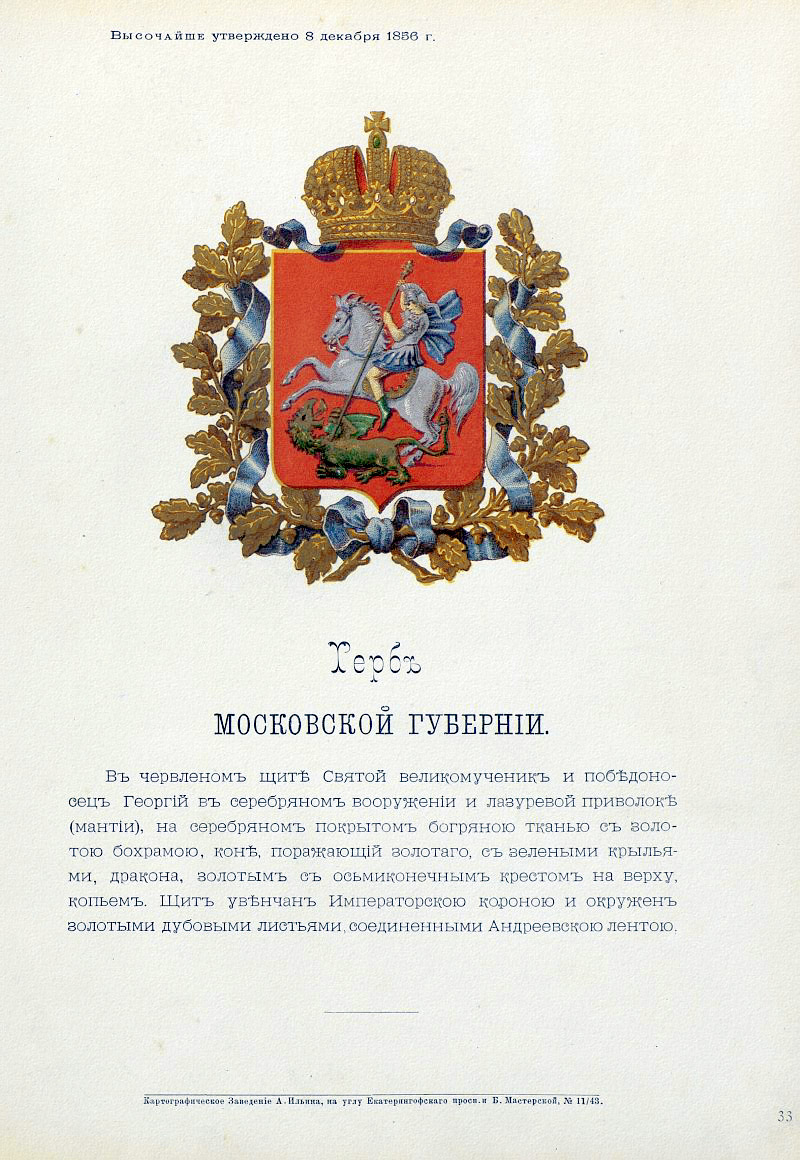
Герб губернии c официальным описанием, утверждённый Александром II в 1856 году

- 1727. Дистрикты переименованы в уезды.
- 1727. В состав Московской губернии переданы Углицкая и Ярославская провинции Петербургской губернии.
- 1728—1730. На два года Москва вновь становится столицей.
- 1760-е. Ликвидируются Борисовский и Оболенский уезды Московской провинции.
- 1775. Западные части губернии вошли в состав Смоленского наместничества, Бежецкий и Кашинский уезды — в состав Тверского наместничества.
- 1776. Боровский, Малоярославский, Тарусский уезды отходят к Калужскому наместничеству.
- 1777. Каширский уезд вошел в состав Тульского наместничества, северные провинции губернии — в состав Ярославского наместничества.
- 1778. Из частей Московской губернии выделены Владимирское, Рязанское и Костромское наместничества[1].

## Московская губерния (1781—1918)
- 1781. Из осколков прежней Московской губернии, главным образом, в границах Московской провинции, организуется новая Московская губерния в составе 14 уездов: Богородский, Бронницкий, Волоколамский, Воскресенский, Дмитровский, Звенигородский, Клинский, Коломенский, Можайский, Московский, Никитский, Подольский, Рузский и Серпуховский.
- 1782. При официальном открытии новой Московской губернии к 14 уездам, которые были упомянуты в «Учреждении», подписанном Екатериной II, был добавлен 15-й, Верейский, уезд[2].
- 1796. Богородский, Бронницкий, Подольский, Никитский и Воскресенский уезды ликвидируются.
- 1802. Восстановлены Богородский, Бронницкий и Подольский уезды.
- 1861. В ходе реформ Александра II введено волостное деление (см. Волости Московской губернии).

### Деление на уезды (1802—1918)

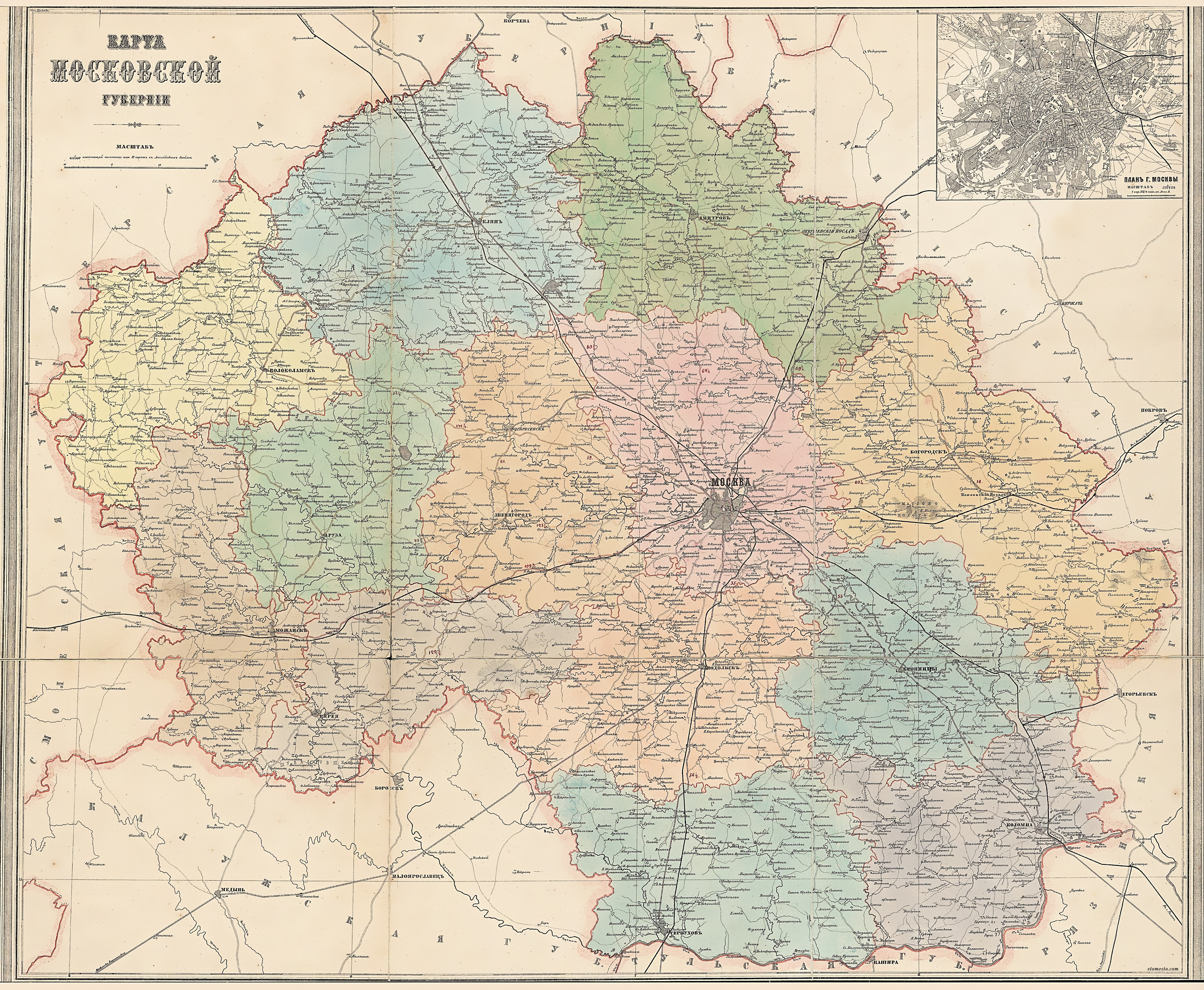
Карта Московской губернии 1873 года с указанием уездов

В состав Московской губернии с 1802 до 1918 года входило 13 уездов:
| №  | Уезд           | Уездный город            | Площадь, вёрст² | Население (1897), чел. |
| -- | -------------- | ------------------------ | --------------- | ---------------------- |
| 1  | Богородский    | Богородск (11 102 чел.)  | 3 068,5         | 222 341                |
| 2  | Бронницкий     | Бронницы (3 897 чел.)    | 2 051,0         | 130 304                |
| 3  | Верейский      | Верея (3 707 чел.)       | 1 623,3         | 54 074                 |
| 4  | Волоколамский  | Волоколамск (3 091 чел.) | 2 138,0         | 80 984                 |
| 5  | Дмитровский    | Дмитров (4 480 чел.)     | 2 974,6         | 119 686                |
| 6  | Звенигородский | Звенигород (2 381 чел.)  | 2 012,3         | 84 375                 |
| 7  | Клинский       | Клин (4 655 чел.)        | 3 095,9         | 115 162                |
| 8  | Коломенский    | Коломна (20 277 чел.)    | 1 861,4         | 111 927                |
| 9  | Можайский      | Можайск (3 194 чел.)     | 1 621,5         | 53 967                 |
| 10 | Московский     | Москва (1 038 591 чел.)  | 2 393,0         | 1 203 926              |
| 11 | Подольский     | Подольск (3 798 чел.)    | 2 160,4         | 86 311                 |
| 12 | Рузский        | Руза (2 349 чел.)        | 1 984,1         | 55 522                 |
| 13 | Серпуховский   | Серпухов (30 571 чел.)   | 2 252,4         | 112 002                |

## Московская губерния (1918—1929)
- 1918. Столица перенесена в Москву.
- 1918. Образован Наро-Фоминский уезд с центром в городе Наро-Фоминск.
- 1919. Образован Сергиевский уезд с центром в городе Сергиев.
- 1921. Образованы Орехово-Зуевский и Воскресенский уезд, упразднены Верейский и Рузский уезды.
- 1921. Образован Ленинский уезд с центром в городе Ленинск.
- 1923. Упразднен Наро-Фоминский уезд.
- 1923. К губернии присоединены Егорьевский уезд из Рязанской губернии и Каширский уезд из Тульской губернии.

### Деление на уезды (1923—1929)
В состав Московской губернии с 1923 по 1929 годы входило 17 уездов:
| №  | Уезд             | Уездный город | Площадь, км² | Население (1926), чел. |
| -- | ---------------- | ------------- | ------------ | ---------------------- |
| 1  | Богородский      | Богородск     | 2 244        | 189 389                |
| 2  | Бронницкий       | Раменское     | 2 334        | 170 703                |
| 3  | Волоколамский    | Волоколамск   | 3 299        | 145 503                |
| 4  | Воскресенский    | Воскресенск   | 1 878        | 88 591                 |
| 5  | Дмитровский      | Дмитров       | 1 679        | 89 065                 |
| 6  | Егорьевский      | Егорьевск     | 3 626        | 180 666                |
| 7  | Звенигородский   | Звенигород    | 1 851        | 94 862                 |
| 8  | Каширский        | Кашира        | 2 098        | 94 392                 |
| 9  | Клинский         | Клин          | 3 152        | 127 660                |
| 10 | Коломенский      | Коломна       | 2 118        | 136 561                |
| 11 | Ленинский        | Ленинск       | 2 015        | 75 238                 |
| 12 | Можайский        | Можайск       | 3 979        | 139 975                |
| 13 | Московский       | Москва        | 3 413        | 2 451 831              |
| 14 | Орехово-Зуевский | Орехово-Зуево | 2 903        | 197 676                |
| 15 | Подольский       | Подольск      | 2 416        | 136 000                |
| 16 | Сергиевский      | Сергиев       | 3 137        | 108 783                |
| 17 | Серпуховский     | Серпухов      | 2 427        | 143 941                |

## Московская область (с 1929)
14 января 1929 года выходит постановление Президиума ВЦИК «Об образовании на территории РСФСР административно-территориальных объединений краевого и областного значения», согласно которому с 1 октября 1929 года Московская губерния упраздняется и образуется Центрально-промышленная область. 3 июля 1929 года Центрально-промышленная область переименована в Московскую область.